# Fête du Citron
La fête du Citron est une manifestation festive traditionnelle organisée par l'Office de tourisme de la ville de Menton qui se tient chaque année à la fin de l'hiver dans la ville de Menton (dans le sud-est de la France). Cette fête est aussi appelée carnaval de Menton. 
Ce carnaval célèbre chaque année la production du citron de Menton. Tous les chars et sculptures présentés au carnaval sont créés à partir de citrons et d'oranges.
Cette fête a lieu chaque année durant le mois de février. Elle a également été reconnue par le ministère de la Culture et inscrite à l'inventaire du patrimoine culturel immatériel en France en 2019.

## Historique

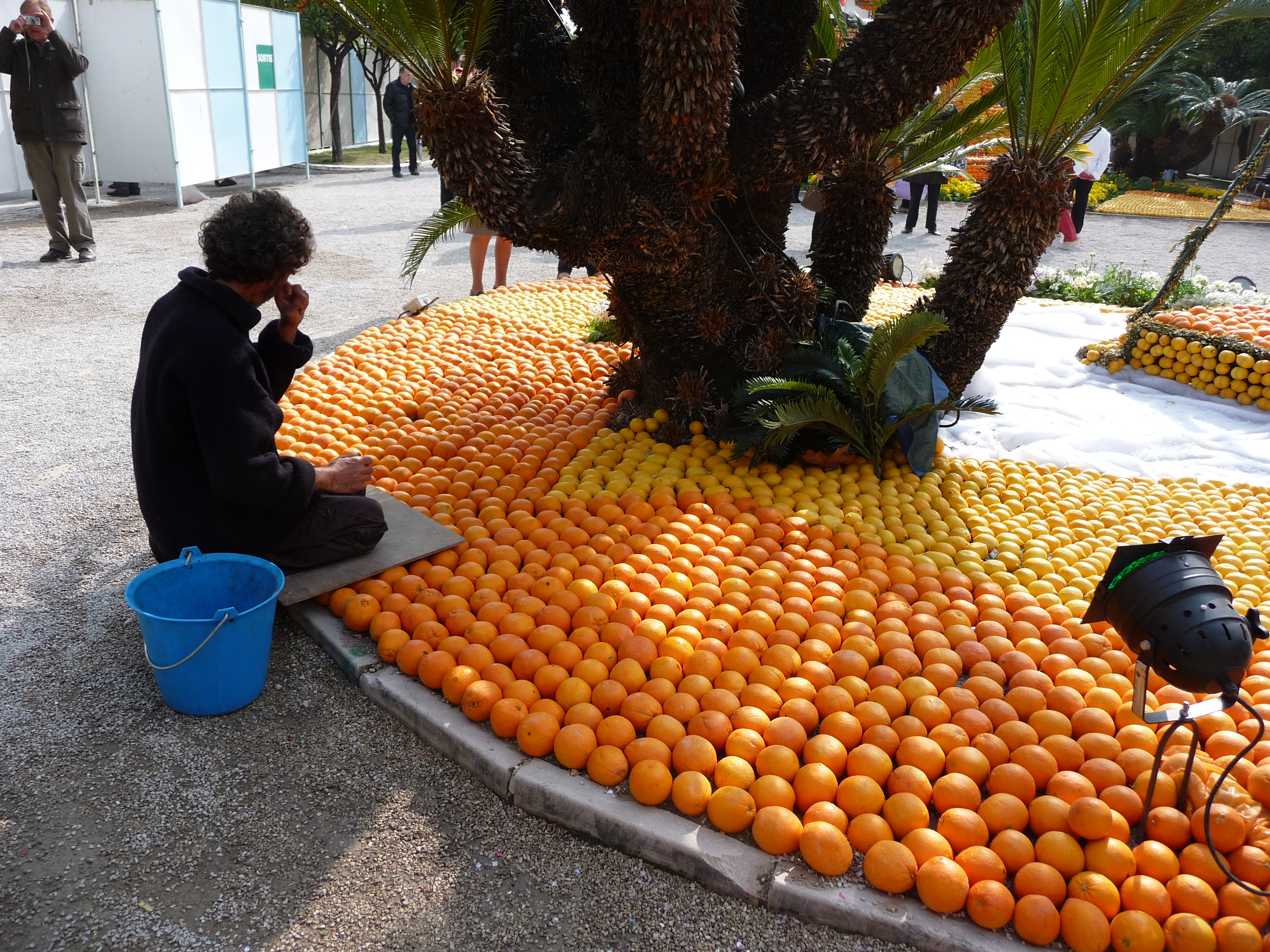
Fête du citron à Menton (France) le 4 mars 2013. Un employé remplace les fruits manquants.

### Création du carnaval

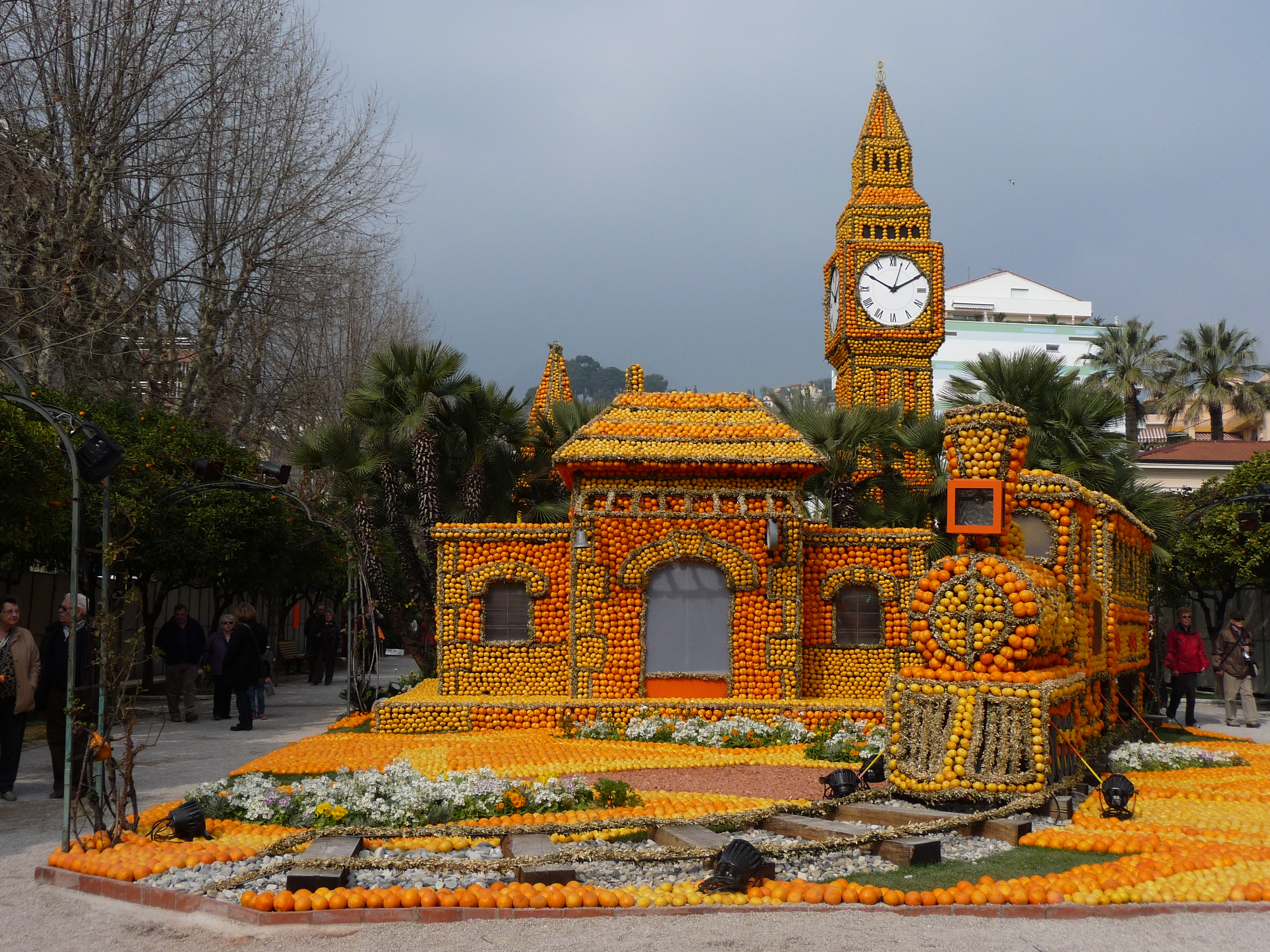
En 2013, pour les 80 ans de la fête, le thème est Le tour du monde en 80 jours.

En 1875, des hôteliers proposent à la municipalité de créer un défilé carnavalesque pour animer la ville en hiver. Dès 1876, le carnaval semble obtenir un succès auprès des habitants de la ville et des hivernants. Rois, princes et artistes fréquentent les palaces mentonnais ou se font construire des villas.
L'édition du carnaval de 1882 est célèbre grâce à la participation de la reine Victoria. Il se termine par un feu d’artifice sur la baie de Garavan.
Le carnaval de Menton s’apparente alors à son cousin niçois : défilé de grosses têtes, jets de confettis, batailles de fleurs, Mardi gras au cours duquel on brûle sa Majesté Carnaval. Il se situe dans la pure tradition du carnaval, notamment par la liesse populaire et les festins qui marquent la période d'avant le Carême.

### La fête du citron
En 1928, Menton est encore le premier producteur de citron du continent[réf. nécessaire]. Un hôtelier a l’idée d’organiser une exposition privée de fleurs et d’agrumes dans les jardins de l’hôtel Riviera. Le succès est tel que l’année suivante la municipalité reprend l'idée à son compte. Le carnaval de Menton se mêle à cet événement et des chariots d’arbustes plantés d’oranges et de citrons défilent dans la ville. Supplanté par le carnaval de Nice, celui de Menton cherche à le remplacer par un événement touristique à la même époque. Le terme « fête du Citron » naît en 1934. C'est une fête carnavalesque ayant pour thème les agrumes.
À partir de 1936, les jardins Biovès sont ré-agencés et incluent des motifs d'agrumes.
Les structures peuvent atteindre jusqu'à plusieurs mètres de haut, et  en nocturne, ils deviennent de véritables jardins de lumière. Si la fête du citron renvoie, dans l'imaginaire collectif, à la période faste d'exportation des agrumes qu'a connue la ville de Menton de 1740 à 1840, cet événement nécessite désormais, pour la décoration des chars, l'importation de 140 tonnes de fruits provenant d'Espagne,, un million d'élastiques et quinze jours de travail pour une centaine de personnes.
Les agrumes sont fixés sur des guirlandes de buis structurées sur des cages en fil de fer. À la fin de la manifestation les fruits, dont 90% sont en bon état, sont vendus à bas prix.
La fête n'a pas eu lieu pendant les années de guerre entre 1940 et 1946, ni en 1991 à cause de la guerre en Irak. Elle est écourtée en 2020 en raison du risque épidémique.

### Éditions précédentes
| 2025 | 91e | Voyage(s) dans les étoiles                                           | 15 février au 2 mars     |
| 2024 | 90e | Les JO de l'antiquité à nos jours                                    | 17 février au 3 mars     |
| 2023 | 89e | Rock et Opéra                                                        | 11 au 26 février         |
| 2022 | 88e | Opéras et Danses                                                     | 12 au 27 février         |
| 2020 | 87e | Les Fêtes du monde                                                   | 15 au 26 février         |
| 2019 | 86e | Des mondes fantastiques                                              | 16 février au 3 mars     |
| 2018 | 85e | Bollywood                                                            | 17 février au 4 mars     |
| 2017 | 84e | Broadway                                                             | 11 février au 1er mars   |
| 2016 | 83e | Cinecitta                                                            | 13 février au 2 mars     |
| 2015 | 82e | Les Tribulations d'un citron en Chine                                | 14 février au 4 mars     |
| 2014 | 81e | 20.000 Lieues sous les Mers                                          | 15 février au 5 mars     |
| 2013 | 80e | Le Tour du monde en 80 Jours                                         | 16 février au 6 mars     |
| 2012 | 79e | Les Régions de France                                                | 17 février au 7 mars     |
| 2011 | 78e | Les Grandes Civilisations                                            | 18 février au 9 mars     |
| 2010 | 77e | Menton fait son cinéma                                               | 12 février au 3 mars     |
| 2009 | 76e | Les Musiques du monde                                                | 13 février au 4 mars     |
| 2008 | 75e | Les Îles du monde                                                    | 16 février au 5 mars     |
| 2007 | 74e | Invité d'honneur : l'Inde                                            | 17 février au 7 mars     |
| 2006 | 73e | Menton invite les carnavals du monde – invité d’honneur « Le Brésil» |                          |
| 2005 | 72e | Viva Espana                                                          |                          |
| 2004 | 71e | Le Parc Walt Disney Studio                                           |                          |
| 2003 | 70e | Alice au pays des Merveilles                                         |                          |
| 2002 | 69e | Pinocchio                                                            | 31 janvier au 17 février |
| 2001 | 68e | Les Contes de Perrault                                               | 8 au 27 février          |
| 2000 | 67e | Les Fables de La Fontaine                                            | 11 au 27 février         |
| 1999 | 66e | Lucky Luke                                                           |                          |
| 1998 | 65e | Tintin                                                               |                          |

## Défilés
Sur la promenade du Soleil, chaque dimanche a lieu le défilé de chars d'agrumes où se mêlent confettis, fanfares, danseurs et groupes folkloriques.
Les traditionnels défilés du dimanche se déclinent également en nocturne certains jeudis soir.

## Tourisme
La fête du Citron est la deuxième manifestation hivernale grand public de la Côte d’Azur après le carnaval de Nice.
Le salon de l’artisanat et le festival des Orchidées ont lieu au palais de l’Europe, à la même période, indissociables de la Fête depuis des décennies.
Chaque année un thème différent est choisi. 

### Crédit d'auteurs
- Cet article est partiellement ou en totalité issu de l'article intitulé « Carnaval de Menton » (voir la liste des auteurs).